# Bằng lăng lông
Bằng lăng lông hay còn gọi săng lẻ (danh pháp khoa học: Lagerstroemia tomentosa) là một loài thực vật có hoa trong họ Lythraceae. Loài này được C. Presl mô tả khoa học đầu tiên năm 1844.